# Bandylita
La bandylita es un mineral de la clase de los minerales boratos. Fue descubierta en 1938 en la mina de Chuquicamata de Calama, en la región de Antofagasta (Chile), siendo nombrada así en honor de Mark C. Bandy, mineralogista estadounidense.

## Características químicas
Es un borato de cobre con aniones adicionales de hidroxilo y cloruro.
Se altera rápidamente a eriocalcocita (CuCl2·2H2O) en cuanto se expone al aire. Se descompone en agua dejando un residuo de borato de cobre de color verde.
Además de los elementos de su fórmula, suele llevar como impureza hierro.

## Formación y yacimientos
Se forma de origen secundario en la zona de lixiviación por encima de sulfatos de hierro masivo
Suele encontrarse asociado a otros minerales como: atacamita, eriocalcocita o starkeyita.